# Severomakedonská mužská basketbalová reprezentace
Severomakedonská mužská basketbalová reprezentace (makedonsky: Кошаркарска репрезентација на Северна Македонија) reprezentuje Severní Makedonii v basketbalových mezinárodních soutěžích. Před rokem 1992 nastupovali severomakedonští basketbalisté v jugoslávské reprezentaci. Po osamostatnění Severní Makedonie vznikla také její samostatná basketbalová reprezentace, která roku 1993 vstoupila do Mezinárodní basketbalové federace a ve stejném roce absolvovala své první mezinárodní utkání, s Estonskem. V roce 1999 se prvně probojovala na velký turnaj, na evropský šampionát do Francie. Největším úspěchem pak bylo nečekané čtvrté místo na mistrovství Evropy v roce 2011. Své domácí zápasy hraje především ve Sportovním centru Borise Trajkovského ve Skopje. Národní dres je v základní sadě kompletně žlutý.

## Umístění na mezinárodních soutěžích

### Mistrovství světa
| Rok/pořádající země                   | Účast                           |
| ------------------------------------- | ------------------------------- |
| MS 1994 Kanada                        | Ne                              |
| MS 1998 Řecko                         | Ne                              |
| MS 2002 USA                           | Ne                              |
| MS 2006 Japonsko                      | Ne                              |
| MS 2010 Turecko                       | Ne                              |
| MS 2014 Španělsko                     | Ne                              |
| MS 2019 Čína                          | Ne                              |
| MS 2023 Filipíny, Japonsko, Indonésie | Ne                              |
| Celkem                                | Účast – 0× · – 0× · – 0× · – 0× |

### Mistrovství Evropy
| Rok/pořádající země                            | Účast                           |
| ---------------------------------------------- | ------------------------------- |
| ME 1993 Německo                                | Ne                              |
| ME 1995 Řecko                                  | Ne                              |
| ME 1997 Španělsko                              | Ne                              |
| ME 1999 Francie                                | 13. místo                       |
| ME 2001 Turecko                                | Ne                              |
| ME 2003 Švédsko                                | Ne                              |
| ME 2005 Srbsko a Černá Hora                    | Ne                              |
| ME 2007 Španělsko                              | Ne                              |
| ME 2009 Polsko                                 | 9. místo                        |
| ME 2011 Litva                                  | 4. místo                        |
| ME 2013 Slovinsko                              | 21. místo                       |
| ME 2015 Chorvatsko, Francie, Lotyšsko, Německo | 19. místo                       |
| ME 2017 Finsko, Izrael, Rumunsko, Turecko      | Ne                              |
| ME 2022 Česko, Gruzie, Německo, Itálie         | Ne                              |
| Celkem                                         | Účast – 5× · – 0× · – 0× · – 0× |

### Olympijské hry
| Rok/pořádající země | Účast                           |
| ------------------- | ------------------------------- |
| Atlanta 1996        | Ne                              |
| Sydney 2000         | Ne                              |
| Atény 2004          | Ne                              |
| Peking 2008         | Ne                              |
| Londýn 2012         | Ne                              |
| Rio de Janeiro 2016 | Ne                              |
| Tokio 2020          | Ne                              |
| Celkem              | Účast – 0× · – 0× · – 0× · – 0× |